# Ovansjö socken
Ovansjö socken i Gästrikland ingår sedan 1971 i Sandvikens kommun och motsvarar från 2016 Ovansjö distrikt.
Socknens areal är 404,19 kvadratkilometer land, 401,47 efter utbrytning 1924 av Storviks köping. År 2000 fanns här 8 974 invånare. Tätorterna Jäderfors, Backberg,  Västerberg, Storvik, Åshammar, Gästrike-Hammarby, Stensätra, samt tätorten och kyrkbyn Kungsgården med Ovansjö kyrka ligger i denna socken. 

## Administrativ historik
Ovansjö socken har medeltida ursprung. Ur socken utbröts 1622 Högbo socken (som senare blev Sandvikens köping och stad) och 1862 Järbo socken.
Vid kommunreformen 1862 övergick socknens ansvar för de kyrkliga frågorna till Ovansjö församling och för de borgerliga frågorna bildades Ovansjö landskommun. Ur landskommunen utbröts 1924 Storviks köping. Landskommunen uppgick 1971 i Sandvikens kommun.
1 januari 2016 inrättades distriktet Ovansjö, med samma omfattning som församlingen hade 1999/2000.
Socknen har tillhört fögderier, tingslag och domsagor enligt vad som beskrivs i artikeln Gästrikland. De indelta soldaterna tillhörde Hälsinge regemente, Ovansjö kompani.

## Geografi
Ovansjö socken ligger nordväst om Storsjön. Socknen har odlingsbygd närmast sjön, kuperad skogsbygd i övrigt.
Under många århundraden var bergsbruk en viktig näring, och Ovansjö tillhörde Gästriklands bergslag.

## Fornlämningar
Från stenåldern finns några boplatser och från järnåldern några gravhögar.

## Namnet
Namnet (1330-talet Owwansyo) innehåller ovan, 'ovanför' och sjö beskrivande traktens läge som längre upp från land sett från Storsjön.

## Befolkningsutveckling
| Befolkningsutvecklingen i Ovansjö socken 1750–1990                                                                                                 | Befolkningsutvecklingen i Ovansjö socken 1750–1990 | Befolkningsutvecklingen i Ovansjö socken 1750–1990 | Befolkningsutvecklingen i Ovansjö socken 1750–1990 | Befolkningsutvecklingen i Ovansjö socken 1750–1990 |
| --- | -------------------------------------------------- | -------------------------------------------------- | -------------------------------------------------- | -------------------------------------------------- |
| |                                                    |                                                    |                                                    |                                                    |
| År |                                                    |                                                    | Folkmängd                                          |                                                    |
| 1750 | 1750                                               |                                                    | 3 101                                              |                                                    |
| 1760 | 1760                                               |                                                    | 3 432                                              |                                                    |
| 1769 | 1769                                               |                                                    | 3 785                                              |                                                    |
| 1780 | 1780                                               |                                                    | 3 986                                              |                                                    |
| 1790 | 1790                                               |                                                    | 4 253                                              |                                                    |
| 1800 | 1800                                               |                                                    | 4 675                                              |                                                    |
| 1810 | 1810                                               |                                                    | 3 909                                              |                                                    |
| 1820 | 1820                                               |                                                    | 4 205                                              |                                                    |
| 1830 | 1830                                               |                                                    | 4 779                                              |                                                    |
| 1840 | 1840                                               |                                                    | 5 012                                              |                                                    |
| 1850 | 1850                                               |                                                    | 5 741                                              |                                                    |
| 1860 | 1860                                               |                                                    | 6 452                                              |                                                    |
| 1870 | 1870                                               |                                                    | 5 255                                              |                                                    |
| 1880 | 1880                                               |                                                    | 5 982                                              |                                                    |
| 1890 | 1890                                               |                                                    | 6 379                                              |                                                    |
| 1900 | 1900                                               |                                                    | 7 464                                              |                                                    |
| 1910 | 1910                                               |                                                    | 8 724                                              |                                                    |
| 1920 | 1920                                               |                                                    | 10 377                                             |                                                    |
| 1930 | 1930                                               |                                                    | 9 239                                              |                                                    |
| 1940 | 1940                                               |                                                    | 9 750                                              |                                                    |
| 1950 | 1950                                               |                                                    | 10 537                                             |                                                    |
| 1960 | 1960                                               |                                                    | 10 300                                             |                                                    |
| 1970 | 1970                                               |                                                    | 9 612                                              |                                                    |
| 1980 | 1980                                               |                                                    | 9 756                                              |                                                    |
| 1990 | 1990                                               |                                                    | 9 242                                              |                                                    |
| Anm: Tabellen inkluderar Järbo fram till 1860. Källor: Umeå universitet - Tabellverket 1749-1859, Demografiska databasen, CEDAR, Umeå universitet. |                                                    |                                                    |                                                    |                                                    |